# Crisis Hidden Gig
A Crisis Hidden Gig egy "titkos" koncert volt 2009. május 25-én Londonban, amin David Gilmour és az Amadou & Mariam páros lépett fel a hajléktalanokat segítő Crisis Alapítvány szervezésében.

## Részletek

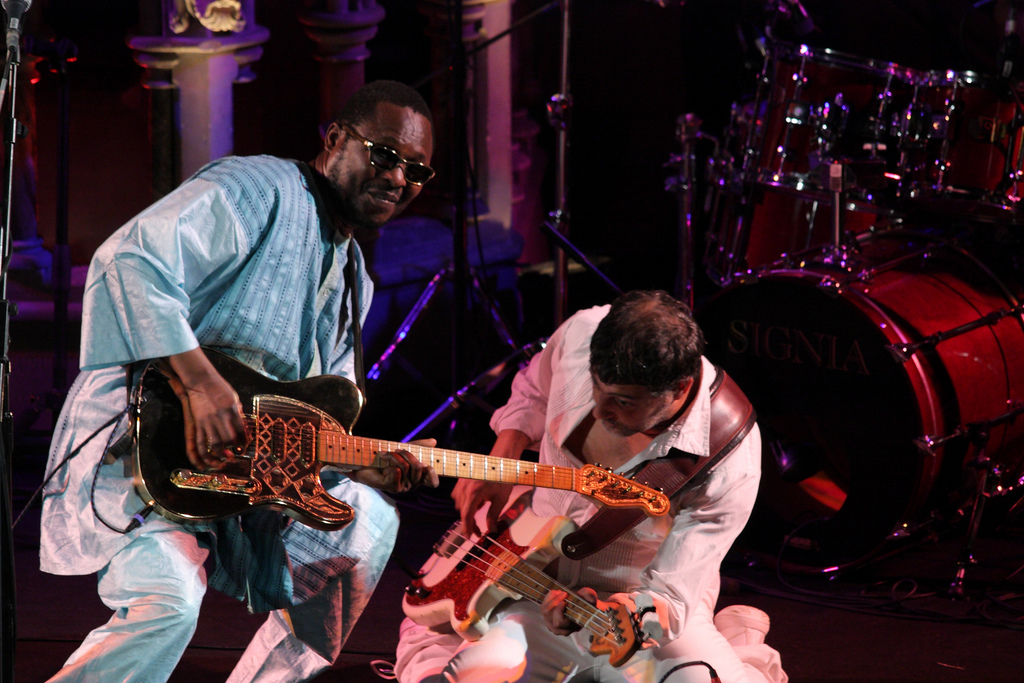
Amadou Bagayoko egy Fender Telecaster-en, Laurent Griffon pedig Fender Telecaster Bass-on játszott.

A koncertet azért nevezték "titkosnak", mert korlátozott számban lehetett rá jegyet venni, a jegyvásárlók pedig csak egy nappal a koncert előtt kaptak értesítést levélben vagy e-mail-ben arról, hogy hol is lesz pontosan az esemény. Gilmour így vélekedett a koncertről:
Találkoztam Amadou-val és Mariam-mel a Mojo Díjátadáson, ahol határozott és kölcsönös tiszteletet mutattak egymás zenéje iránt és csodálatos meglepetés volt számomra, hogy többször is elhívtak fellépni és együttműködni velük. Alig várom, hogy áttörjünk pár zenei korlátot jótékony célból.
A jegyek 25 fontba (azaz hozzávetőlegesen 8 200 forintba) kerültek, s a koncert napjáig az összes jegy elkelt. Ez azzal indokolható, hogy David csupán ezt az egy koncertet tervezi 2009-re, Richard Wright, a Pink Floyd billentyűsének halála miatt, amelyre a következőket mondta:
Gyakran elfelejtik azt az emberek, hogy Rick-nek mekkora szerepe volt a Pink Floyd-ban. Udvarias, szerény és közvetlen volt, nagyban hozzájárult a zenekar hangzásához varázslatos hangjával és játékával. Mint ahogyan Rick, úgy én sem tudom egykönnyen kifejezni szavakban az érzéseimet, de szeretem őt és nagyon fog hiányozni. Senkivel sem tudtam úgy játszani, mint vele.
Az első két sorban lévő 20 szék VIP hely volt, vagyis arra drágábbak voltak a jegyek (75 font, azaz 25 600 Ft körül), viszont közelebb lehetett a néző a színpadhoz, aki a jegy mellé kapott egy csomagot, melyben egy Crisis póló, egy négy CD-s Live in Gdańsk és Amadou & Mariam Welcome to Mali lemeze volt ajándékként.
Mint később kiderült, Islington város Union Chapel nevű templománál volt megtartva a 70 perces koncert, amely Gilmour-nak a 11. fellépését jelentette Londonban, szólópályafutása alatt. Több mint 900 ember ment el a koncertre, a bevétellel pedig a Crisis a hajléktalanokat segíti. A koncertet viszont nem csak a jegyvásárlók támogatták a jegyükkel, hanem a harmadik sorban álló Gilmour család és Phil Manzanera is, aki David 2006-os On an Island turnéján vett részt. A nézők szerint a koncerten Gilmour nagyon jól érezte magát és egy különleges estén vehettek részt, mivel a megszokottól eltérő stílusban játszott David egy viszonylag kis színpadon.
David már máskor is segített a Crisis-nek, mégpedig 2003 májusában, amikor is a Nyugat-London körzetében lévő Maida Vale-ben eladta a házát kilencedik Earl Spencer-nek, majd az így megkapott összeget - 3.6 millió fontot - az alapítványnak ajánlotta fel, hogy segítsen a hajléktalanoknak otthont adó programban.

## Számok

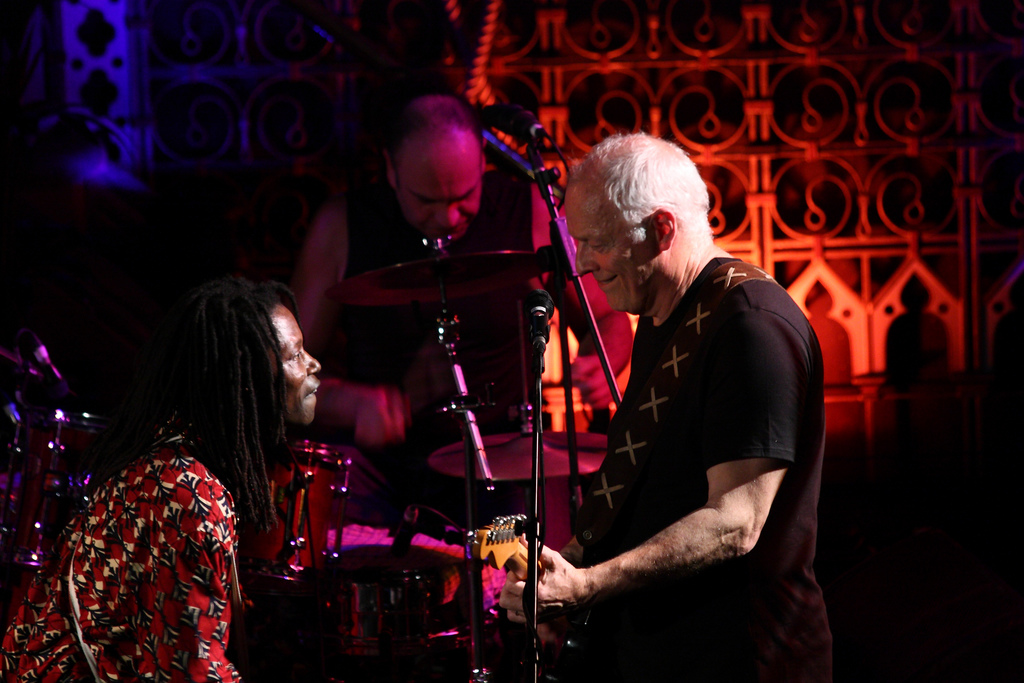
A képen Boubacar Dembele az ütőhangszerével és David a gitárjával látható.

A koncerten kilenc számot játszottak el összesen, többek között a No Way-t a David Gilmour albumról, amit még soha sem játszott el élőben egy promóciós anyagot kivéve 1978-ból. De Amadou & Mariam Welcome to Mali és Dimanche à Bamako lemezeiről is megszólaltak dalok, mégpedig a következők:
1. Welcome to Mali
2. Mouna
3. Touba Lakono
4. Radio Mogo
5. Masiteladi (Amadou & Mariam)
6. Kobena
7. Ce N'est Pas Bon (Amadou & Mariam)
8. No Way (Gilmour)
9. Je Pense a Toi (improvizáció a Dimanche à Bamako albumról)[11]

## Felszerelés

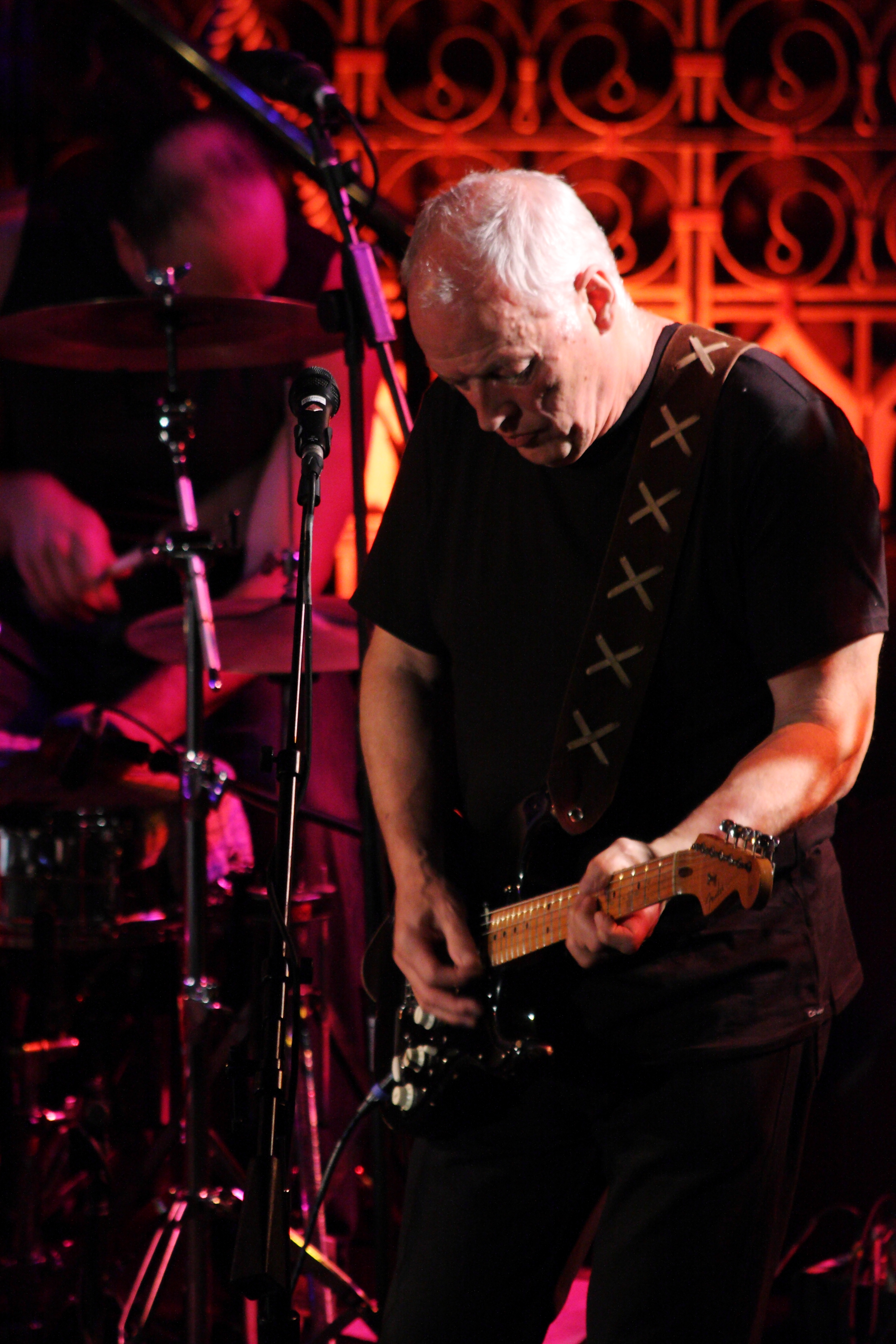
A képen David, kezében pedig a Black Strat nevű gitár.

Amadou Bagayoko a koncerten egy Fender Telecaster-en, Laurent Griffon pedig Fender Telecaster Bass-on játszott. David csakis a Black Strat gitárját használta a Jimi Hendrix pánttal. Habár az EMG hangszedőkkel felszerelt piros Stratocaster-e és a Gretsch Duo Jet gitárja is a színpadon volt, mégsem játszott rajtuk a fellépés során. Mivel a színpadon nem volt túl sok hely, ezért egy Alessandro Bluetick 20 wattos csöves erősítőfejet használt, amit már néhány 2006-os, 2007-es koncerten is lehetett látni. Monitorként egy Fender Twin erősítőt használt, habár általában egy Fender Bassman-t szokott, szóval meglehet, hogy az Amadou erősítője volt, viszont az erősítőbe egy Evidence Audio kábel csatlakozott, amit David szokott használni.
Effektként a 2006-os Pete Cornish pedálsort használta, amit már a Royal Albert Hall-ban és Gdańsk-ban is alkalmazott, egy Ernie Ball hangerőpedállal és egy Conn Strobotuner hangolóval az erősítő tetejére helyezve. A pedálsoron le lettek ragasztva a ki- és bekapcsoló gombok a küldő/visszaküldő effekteken (Digitech Whammy, Univibe, MXR delay), mivel Gilmour nem használt rack-et. A helyszín kis mérete miatt a pedálokon a beállítások közepesre voltak állítva (hasonlóan, mint az On an Island turnén) a következő értékekkel:
- Demeter Compulator: gain 2:00, volume 1:30, compress 1:30 ("Sus" néven)
- Pete Cornish G-2: sustain 100%, tone 10:00, volume 1:00
- Pete Cornish P-1 ("Muff" néven): sustain 12:30, tone 10:00, volume 10:00
- BK Butler Tube Driver #1: gain 8:00, low 2:00, high 2:00, volume 2:00
- BK Butler Tube Driver #2: gain 2:00, low 2:00, high 11:00, volume 11:30[10]

## Közreműködők
- David Gilmour - gitár
- Amadou Bagayoko - gitár, ének
- Mariam Doumbia - ének
- Laurent Griffon - basszusgitár
- Yves Abadi - dob
- Boubacar Dembele - ütőhangszer

## Külső hivatkozások
- David Gilmour hivatalos oldala (angolul)
- Amadou & Mariam hivatalos oldala (angolul)
- MySpace: Amadou & Mariam (angolul)
- Crisis hivatalos oldala (angolul)
- Union Chapel hivatalos oldala (angolul)
- Koncertbeszámoló - Daily Telegraph (angolul)